# Portada/efemèride novembre 10
Ann Reinking
« 9 de novembre · 10 de novembre · 11 de novembre »